# Dociostaurus hammadae
Dociostaurus hammadae är en insektsart som först beskrevs av Sigfrid Ingrisch 1983.  Dociostaurus hammadae ingår i släktet Dociostaurus och familjen gräshoppor. Inga underarter finns listade i Catalogue of Life.